# NGC 5496
NGC 5496 est une galaxie spirale barrée vue par la tranche et située dans la constellation de la Vierge. Sa vitesse par rapport au fond diffus cosmologique est de 1 800 ± 18 km/s, ce qui correspond à une distance de Hubble de 26,5 ± 1,9 Mpc (∼86,4 millions d'al). NGC 5496 a été découverte par l'astronome américain Edward Singleton Holden en 1881.
La classe de luminosité de NGC 5496 est IV et elle présente une large raie HI. Elle renferme également des régions d'hydrogène ionisé. De plus, selon la base de données NASA/IPAC, c'est une galaxie du champ, c'est-à-dire qu'elle n'appartient pas à un amas ou un groupe et qu'elle est donc gravitationnellement isolée. Deux autres sources placent cependant cette dernière dans un groupe de galaxies,.
À ce jour, 31 mesures non basées sur le décalage vers le rouge (redshift) donnent une distance de 21,887 ± 5,920 Mpc (∼71,4 millions d'al), ce qui est à l'intérieur des valeurs de la distance de Hubble. Notons cependant que c'est avec la valeur moyenne des mesures indépendantes, lorsqu'elles existent, que la base de données NASA/IPAC calcule le diamètre d'une galaxie et qu'en conséquence le diamètre de NGC 5496 pourrait être d'environ 37,8 kpc (∼123 000 al) si on utilisait la distance de Hubble pour le calculer.

## Groupe de NGC 5506
NGC 5496 fait partie du groupe de NGC 5506, la galaxie la plus brillante de ce groupe. Ce groupe de galaxies compte au moins cinq membres. Les quatre autres galaxies du groupe sont NGC 5506, NGC 5507, IC 976 et UGC 9057.
A. M. Garcia mentionne aussi ce groupe avec exactement les mêmes galaxies, mais il le désigne sous le nom de groupe de NGC 5496 contrairement à un certain usage, car cette dernière n'est pas la plus brillante du groupe.
Le groupe de NGC 5506 fait partie de l'amas de la Vierge III, un des amas galactiques du superamas de la Vierge.